# ژان-پیر-مونسره
ژان-پیر-مونسره (انگلیسی: Jean-Pierre Monseré؛ ۸ سپتامبر ۱۹۴۸ – ۱۵ مارس ۱۹۷۱) دوچرخه‌سوار اهل بلژیک بود.
وی در مسابقات کشوری و بین‌المللی در مجموع برندهٔ ۱ مدال طلا، ۱ مدال نقره شده‌است.